# Барбариђени (Валча)
Барбариђени (рум. Bărbărigeni) насеље је у Румунији у округу Валча у општини Роешти. Oпштина се налази на надморској висини од 292 m.

## Становништво
Према подацима из 2002. године у насељу је живело 219 становника, од којих су сви румунске националности.